# Eden Brent
Eden Brent (Greenville, Misisipi; 16 de noviembre de 1965) es una música norteamericana.

## Estilo
Pianista y vocalista, combina el boogie-woogie con elementos de blues, jazz, soul, gospel y pop. Su estilo vocal ha sido comparado a Bessie Smith, Memphis Minnie y Aretha Franklin. Tomó lecciones de Abie "Boogaloo" Ames, un pianista tradicional de blues y boogie woogie que la apodó "Little Boogaloo."

## Historia
Eden Brent nació en 1965 y creció en Greenville, Misisipi. Brent estudió jazz y música en la Universidad del Norte de Texas, graduándose con un Bachelor en Música.

Cuándo tenía 16 años, Eden Brent conoció al tardío pionero del blues, Boogaloo Ames, que empezó a enseñarle a tocar en su estilo. Brent ha dicho al respecto, 
"Cuando tenía 19 años me convertí casi en una groupie. Iba a oírle y pedirle canciones porque quería oírlas y mirar su manera de tocarlas. Después iba a casa a intentar aprenderlas. Finalmente, después de unos cuantos fracasos, no siendo capaz de aprenderlas por mi cuenta fui lo bastante intrépida para preguntarle si quería enseñarme."
En 1985, Ames la tomó bajo su protección durante 16 años, apodándola su Little Boogaloo. Este aprendizaje mejoró las cualidades de Brent. Fue presentada junto a Ames en 1999 en el PBS documental, Boogaloo & Eden: Sustaining the Sound, y en 2002 en la producción sudafricana Cuarenta Días en el Delta.
Brent ha actuado por todo el país en escenarios como el Kennedy Center, la Convención Nacional Republicana del 2000, la inauguración presidencial del 2005 (compartiendo cartel con B.B. King), el Waldorf-Astoria Hotel, la Embajada Británica, el Portland Waterfront Blues Festival, el Edmonton Blues Festival, el anual B.B. King Homecoming y a bordo del Legendario Rhythm& Blues Cruise.

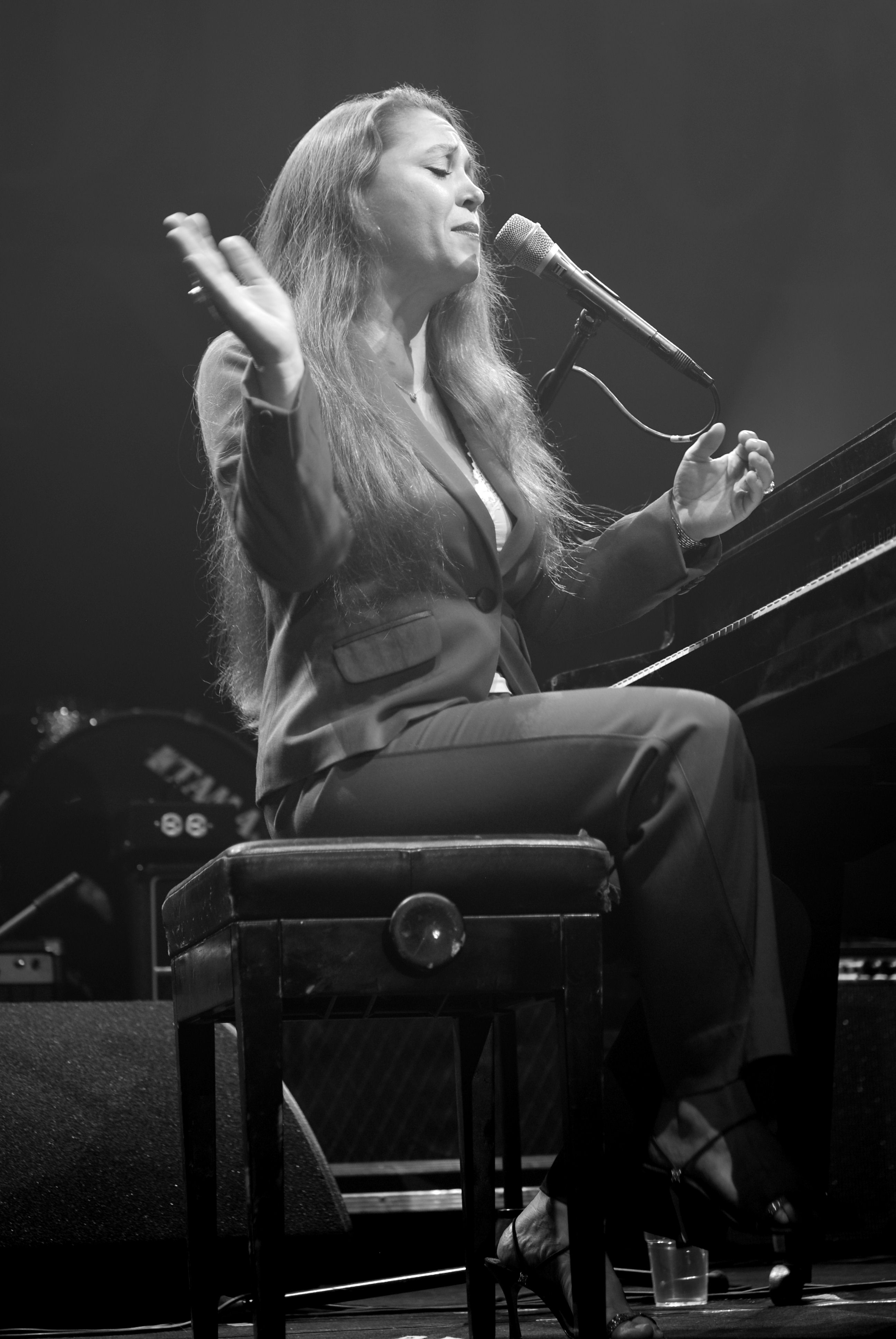
Eden Brent

## Premios
En 2006,  ganó el Blues Fundation's Internacional Blues Challenge. Junto con otros premios, Brent ganó dos 2009 Blues Music Awards, uno para Artista Acústico del Año, el otro para Álbum Acústico del Año (por Misisipi Number One). En La 14.ª Independent Music Awards en 2015, Eden Brent ganó el premio para la "Holiday Song" por "Valentine".
- 2009: "Acoustic Artist of The Year" por la Blues Foundation
- 2009: "Acoustic Album of Year" por la Blues Foundation
- 2010: "Pinetop Perkins Piano Player of The Year" por la Blues Foundation
- 2015: "Holiday Song" por "Valentine" -  2015 14th Annual Independent Music Awards

## Discografía
- 2003: Something Cool (Little Boogaloo Records)
- 2008:  Mississippi Number One (Yellow Dog Records)
- 2010: Ain't Got No Troubles (Yellow Dog Records)
- 2014: Jigsaw Heart  (Yellow Dog Records)